# كاميرون بيرد
كاميرون بيرد (بالإنجليزية: Cameron Baird)‏ هو جندي أسترالي، ولد في 7 يونيو 1981 في بورني ‏ في أستراليا، وتوفي في 22 يونيو 2013.